# Pere Calderó Ripoll
Pere Calderó Ripoll (Reus, 25 de octubre de 1916-16 de julio de 2009) fue un pintor, profesor y pedagogo español.

## Biografía
Pere Calderó Ripoll nació en Reus el 25 de octubre de 1916. Sus padres, Antoni y Francesca, bautizaron al bebé el 5 de noviembre en la Prioral de Sant Pere. Cursó los estudios primarios en la escuela nacional regida por el maestro Guardián. De joven, probó diversas profesiones y estudios. En 1928,  inició estudios en la Escuela Municipal de Aprendices, que al año siguiente se transformó en Escuela del Trabajo. Tuvo de profesores Tomàs Bergadà y Magda Folch, y era compañero de Ceferí Olivé, algo mayor que él, y que lo inició en la acuarela, y con quien, en 1934, compartió una buhardilla donde se reunían a pintar con otro inquilino, Francesc Torné Gavaldà, también acuarelista. Tuvo por maestro durante un tiempo a Josep Ferré Revascall, con el que trabajó el dibujo. Realizó algunas exposiciones, en Reus en la Librería Nacional y Extranjera de Salvador Torrell, y en Barcelona en la Agrupación de Acuarelistas, hasta que en 1937 fue movilizado y destinado a Madrid, donde hizo de delineante en una sección de Cartografía y Topografía del bando del Ejército de la República.
Acabada la guerra volvió a Reus, pero fue llamado a realizar el servicio militar en 1940. Aprovechó su estancia en Madrid para visitar asiduamente el Museo del Prado y estudiar en la Escuela de Bellas Artes de San Fernando, donde recibió clases de José Capuz. De vuelta en Reus, se casó con la poeta María Cabré Roigé, y trabajó con el escultor Modesto Gené y continuó con la pintura. Su obra, además de dibujos y pintura, fueron murales y frescos de temática religiosa, como los de la Iglesia de la Sangre, de Reus, y destacó como retratista, sobre todo de la mujer. Él mismo definía su obra como un novecentismo flexible, "en la línea de Rebull".
Se puede decir que Pere Calderó fue, sobre todo, un pintor de mujeres, mujeres que a lo largo de su carrera fueron cambiando paulatinamente: de unas figuras lánguidas de una belleza casi etérea, hasta las últimas más sensuales, más carnales. Fue muy importante también su producción religiosa, básicamente de encargo, obras en las que a pesar de las limitaciones propias de la iconografía y de los intereses del cliente, supo darles su carácter personal, sobre todo dotando de humanidad y cotidianidad a sus personajes.
De ideología catalanista y republicana, participó con los grupos de activistas culturales en 1945 y 1946 dirigidos por Joaquim Santasusagna e ilustró algunos libros de poemas que publicaron este grupo de intelectuales. Formó parte, en la inmediata posguerra, de la "Peña del Laurel", que reunía a un grupo de escritores y artistas reusenses en el café del Teatro Bartrina, entonces desvinculado del Centro de Lectura. Pero Calderó era conocido sobre todo por su dedicación a la enseñanza, dedicación que empezó en 1948. Primero como profesor de dibujo técnico y artístico en la Escuela del Trabajo de Reus y después en la Escuela de Arte del Centro de Lectura y en el Institut Gaudí. Conservó el estudio que había alquilado con Ceferí Olivé y Francesc Torné, y allí continuaba, una vez jubilado, dando clases de dibujo y pintura y aconsejando a jóvenes estudiantes. Otra actividad suya era la de restaurador de cuadros. 
Calderó inició a varios artistas que después evolucionarían por sí mismos, como Ramón Ferrán, Joaquim Cancho o Dora Catarineu.
Tuvo varios premios y medallas: En 1935 fue galardonado por la Agrupación de Acuarelistas de Cataluña, en 1949 obtuvo la medalla Tapiró de la Diputación de Tarragona, en 1958 la medalla Fortuny de Reus, y otros premios en Flix y en Amposta.

## Obra
Germanes, 1944; Figura, 1949; Amigues pentinant- se, 1956, Figura a la platja, 1958; La gata, 1961; Intimitat, 1973; Noia al balcó pentinant-se, 1983; Maternitat, 1988; Balcó, 1995; Pensaments, 2004.

## Premios y reconocimientos
1935.- Primero, segundo y tercer premio en el concurso organizado por la Asociación de Acuarelistas de Cataluña, en Barcelona.
1945.- Mención honorífica en el concurso Medalla Fortuny de Reus, por las fiestas de Sant Pere.
1947.- Accésit a la Medalla Fortuny de Reus.
1948.- Segundo premio en el Concurso Provincial de Flix.
1949, abril.- Concesión de la Medalla Tapirón de la Diputación de Tarragona.
1949, junio.- Beca Tomás Bergadà de Reus.
1949.- Beca de la Diputación Provincial de Tarragona.
1955.- Mención honorífica en la Medalla Fortuny de Reus, por las fiestas de Sant Pere.
1956, agosto.- Segunda medalla de la Exposición Concurso Nacional de Pintura de Amposta.
1957, junio.- Concesión de la Medalla Fortuny de Reus.
1957, agosto.- Tercera medalla de la Exposición Concurso Nacional de Pintura de Amposta.
1958.- Accésit a la Medalla Tapiró de Tarragona, por las fiestas de Sant Pere.
1958, agosto.- Accésit al primer premio de la Exp.-Concurso Nacional de Pintura de Amposta.
1959, agosto.- Tercera Medalla de la Exp.-Corcurso Nacional de Pintura de Amposta.
1966.- Premio Ciudad de Reus, por las fiestas de Sant Pere.
1970.- Premio Ciudad de Reus.
1973.- Premio Ciudad de Reus. 
1977, febrero.- La Diputación de Tarragona elige una acuarela suya para el Museo de Arte Moderno.
2001.- Concesión de la Mención Honorífica Municipal (individual) por parte del Ayuntamiento de Reus, "en relación a su dedicación a la enseñanza del dibujo y de la pintura, como pedagogo y como persona que nunca ha dejado su ciudad, continuando a sus 85 años su contacto con los estudiantes de dibujo y pintura, a la vez que su labor artística en los diferentes campos del arte pictórico que siempre ha desarrollado, se ve reflejada en sus obras, que destacan en distintos ámbitos sociales y en otras localidades".
2016.- El Ayuntamiento dedica una placa al pintor reusense por el centenario de su nacimiento.